# Myioborus castaneocapilla
Myioborus castaneocapilla là một loài chim trong họ Parulidae.